# Guy Pérotin
Pour les articles homonymes, voir Pérotin (homonymie).
Guy Pérotin (Châlons-sur-Marne, 27 juillet 1920 - Mort pour la France le 15 décembre 1940 au large des îles Kerkennah) est un marin français des Forces navales françaises libres, Compagnon de la Libération.

## Biographie

### Jeunesse et engagement
Fils de mécanicien, Guy Pérotin naît le 27 juillet 1920 à Châlons-sur-Marne. En 1936, à l'âge de 16 ans, il s'engage dans la Marine nationale et se forme à l'école des mécaniciens et chauffeurs de la marine à Toulon. Breveté mécanicien à sa sortie en 1937, il obtient un engagement de cinq ans. En 1938, il embarque sur le sous-marin Espadon pendant deux ans avant d'être affecté le 1er janvier 1940, à bord du sous-marin Narval, son sister ship.

### Seconde Guerre mondiale
Basé à Sousse en Tunisie, le Narval surveille le trafic maritime italien vers la Libye alors que la bataille de France fait rage en métropole. Après l'armistice du 22 juin 1940, sous l'impulsion du commandant du sous-marin François Drogou, une grande partie de l'équipage décide de poursuivre le combat dans les rangs de la France libre.
Guy Pérotin, qui fait partie des hommes ayant choisi de continuer la lutte, participe à bord du Narval aux patrouilles que celui-ci effectue en Méditerranée du 25 septembre au 8 octobre et du 25 octobre au 3 novembre, entre l'île de Lampedusa et celle de Kerkennah. Lors d'une troisième mission le 2 décembre, le bâtiment saute sur une mine possiblement française, le 15 décembre 1940, au large des îles Kerkennah. Le Narval disparait corps et biens et Guy Pérotin, probablement le plus jeune de l'équipage trouve la mort avec tous ses camarades dans le naufrage et reposent toujours dans l'épave qui n'est localisée qu'en 1957.

## Décorations
|  |  |  |  |  |  |
|  |  |  |  |  |  |

| Compagnon de la Libération          | Compagnon de la Libération | Médaille militaire | Médaille militaire | Croix de guerre 1939-1945 Avec une palme | Croix de guerre 1939-1945 Avec une palme |
| Médaille de la Résistance française |                            |                    |                    |                                          |                                          |

## Hommages

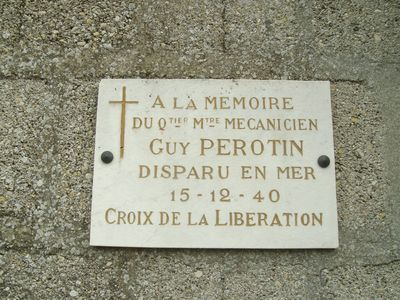
Plaque commémorative au cimetière de l'Ouest de Châlon-en-Champagne.

- À Châlons-en-Champagne, une rue a été baptisée en son honneur[6]. Il est également inscrit sur le monument aux morts de la commune et une plaque commémorative lui est dédiée au cimetière de l'Ouest[7],[8].
- À Brest, son nom figure sur la stèle érigée en hommage à l'équipage du Narval sur l'esplanade du château[9].
- À Toulon, Guy Pérotin est inscrit sur le monument commémoratif aux sous-mariniers érigé dans le parc de la tour royale[10].
- La promotion 09/2019 de l'école des matelots de Cherbourg-Octeville a été baptisée en son honneur[11].